# Gode Benedix
Gode Benedix (* 1962 in Berlin) ist ein deutscher Schauspieler.

## Leben
Gode Benedix, der zunächst unter seinem bürgerlichen Namen Detlef Benedix auftrat, erhielt eine private Schauspielausbildung bei Margarete Steinhäuser und Friedel Freiherr von Wangenheim in Berlin.
Mehrere Theaterengagements hatte er am „Theater Fürst Oblomow“ am Hackeschen Markt in Berlin. Dort spielte er u. a. Graf Schabjelski in Ivanov (1994). 1995 war er dort der Architekturstudent Christopher Wren in Die Mausefalle. In der Spielzeit 1996/97 spielte er beim „Theater Fürst Oblomow“ den Ballettlehrer Romeo Montague in der satirischen Kishon-Komödie Es war die Lerche. 1999 trat er im Rahmen des an historischen Orten gespielten Berliner Sommertheaters in der Altberliner Komödie Ohne Pauken und Trompeten von Holmar-Attila Mück auf. In der Spielzeit 2001/02 folgten weitere Rollen am „Theater Fürst Oblomow“, so unter anderem der Bettler Akki in Ein Engel kommt nach Babylon und James Vane in Das Bildnis des Dorian Gray. 2002 trat er dort als Alcest in Die Mitschuldigen auf.
Sein Filmdebüt gab er in Dani Levys Kinokomödie RobbyKallePaul (1989). Es folgten zahlreiche weitere Arbeiten für Film und Fernsehen, bei denen er, meist in prägnanten Nebenrollen, u. a. mit Martin Walz, Wolfgang Becker und Tom Tykwer, Roland Suso Richter, Franziska Buch, Sebastian Niemann, Martin Eigler, Anno Saul, Stefan Ruzowitzky, Hansjörg Thurn, Til Schweiger, Oliver Schmitz, Leo Khasin und Tobias Wiemann zusammenarbeitete.
In Martin Walz’ Liebeskomödie Märzmelodie (2008) verkörperte er Moritz, den besten Freund der männlichen Hauptfigur (Jan Henrik Stahlberg). In der Agentenkomodie Agent Ranjid rettet die Welt (2012) spielte er eine der Hauptrollen, Reppe, den Helfer und „treudoofen“, deutschen Schwager des holländischen Bösewichts Freek van Dyk (Rutger Hauer). In dem historischen Fernsehfilm des ZDF Zwischen Himmel und Hölle (2017) war er unter der Regie von Uwe Janson der Bauer Henne.
Er stand in Episodenrollen außerdem für zahlreiche TV-Serien wie Im Namen des Gesetzes (2002), Der Landarzt in der 14. Staffel (2005, als Patient Henke), mehrfach in SOKO Wismar (2007/2011/2014), Alles Klara (2016, als „König der Gartenzwerge“) und Heldt (2018, als Cousin und Erbschleicher Michael „Mike Haschek“) vor der Kamera.
Gode Benedix lebt in Berlin.

## Filmografie (Auswahl)
- 1989: RobbyKallePaul (Kinofilm)
- 1996: Kondom des Grauens (Kinofilm)
- 1997: Das Leben ist eine Baustelle (Kinofilm)
- 2001: Der Tunnel (Fernsehfilm)
- 2001: Emil und die Detektive (Kinofilm)
- 2001: Beim nächsten Coup wird alles anders (Fernsehserie)
- 2002: Im Namen des Gesetzes: Tödliches Mandat (Fernsehserie, eine Folge)
- 2002: Das Jesus Video (Fernsehfilm)
- 2004: Tatort: Gefährliches Schweigen (Fernsehreihe)
- 2005: Der Landarzt: Ein geschenkter Gaul (Fernsehserie, eine Folge)
- 2006: Wo ist Fred? (Kinofilm)
- 2006: Allein gegen die Angst
- 2007: Die Fälscher (Kinofilm)
- 2007: Die Schatzinsel (Fernsehfilm)
- 2007; 2011; 2014; 2021: SOKO Wismar (Fernsehserie, vier Folgen)
- 2008: Märzmelodie (Kinofilm)
- 2008: Ein Fall für zwei: Mörderische Fälschungen (Fernsehserie, eine Folge)
- 2008: 1½ Ritter – Auf der Suche nach der hinreißenden Herzelinde (Kinofilm)
- 2009: Phantomschmerz (Kinofilm)
- 2010: 380.000 Volt – Der große Stromausfall (Fernsehfilm)
- 2010: Die Draufgänger: Mein Land (Fernsehserie, Pilotfilm)
- 2011: Allein unter Müttern (Fernsehfilm)
- 2011: Kokowääh (Kinofilm)
- 2012: Kaddisch für einen Freund (Kinofilm)
- 2012: Schutzengel (Kinofilm)
- 2012: Agent Ranjid rettet die Welt (Kinofilm)
- 2013: Großstadtklein (Kinofilm)
- 2015: Nele in Berlin (Fernsehfilm)
- 2016: Alles Klara: König der Gartenzwerge (Fernsehserie, eine Folge)
- 2017: Charité (Fernsehserie)
- 2017: Sommerfest (Kinofilm)
- 2017: Zwischen Himmel und Hölle (Fernsehfilm)
- 2018: Heldt: Forellen-Andi (Fernsehserie, eine Folge)
- 2019: Herr und Frau Bulle: Totentanz (Fernsehreihe)
- 2020: Lassie – Eine abenteuerliche Reise
- 2021: Nebenan
- 2022: Tatort: Das Mädchen, das allein nach Haus’ geht (Fernsehreihe)
- 2022: Jenseits der Spree: Wertstoff (Fernsehserie, eine Folge)
- 2023: Wochenendrebellen
- 2023: Mona & Marie – Ein etwas anderer Geburtstag (Fernsehfilm)
- 2024: Ein starkes Team: Der tote Mörder
- 2025: In die Sonne schauen (Kinofilm)